# Кваки (Петриківський район)
Кваки — колишнє село в Україні, Дніпровському районі Дніпропетровської області. У 1960 - х роках належало до Колгоспівської сільської ради.
Назва походить від сусідніх боліт та озер у дніпровських плавнях, де гучно квакали жаби.
Знесене у середині 1970-х років у зв'язку зі зведенням житлового масиву Дніпродзержинська Лівий берег. Офіційно вилучене з реєстру населених пунктів України у 1993 році.